# Juan Fuenmayor
Pour les articles homonymes, voir Fuenmayor (homonymie).
Juan Fuenmayor Núñez, né le 5 septembre 1979 à Maracaibo au Venezuela, est un ancien footballeur international vénézuélien, qui évoluait au poste de défenseur.

## Biographie

### Carrière en club
Juan Fuenmayor dispute 23 matchs en Copa Libertadores, 10 matchs en Copa Sudamericana, et un match en Coupe de l'UEFA.

### Carrière internationale
Juan Fuenmayor compte 27 sélections avec l'équipe du Venezuela depuis 2005. 
Il est convoqué pour la première fois en équipe du Venezuela par le sélectionneur national Richard Páez, pour un match des éliminatoires de la Coupe du monde 2006 contre la Bolivie le 29 mars 2005 (défaite 3-1). 

## Palmarès
- Avec l'UA Maracaibo
  - Champion du Venezuela en 2005

- Avec le Deportivo Anzoátegui
  - Vainqueur de la Coupe du Venezuela en 2012